# Brunstrupig vävare
Brunstrupig vävare (Ploceus xanthopterus) är en fågel i familjen vävare inom ordningen tättingar.

## Utseende och läte
Brunstrupig vävare är en rätt liten och slank vävare med förhållandevis tunn näbb. Hane i häckningsdräkt är karakteristisk, med bjärt gul fjäderdräkt och kastanjebrunt på hakan. I övriga dräkter är den mycket mer anspråkslöst tecknad, men har streckad rygg och vanligen ljust längst in på den mörka näbben. Lätena är typiska för vävare, "chek"-toner och en fräsande sång likt radiostörningar.

## Utbredning och systematik
Brunstrupig vävare delas in i tre underarter med följande utbredning:
- Ploceus xanthopterus castaneigula – förekommer från nordostligaste Namibia till sydvästra Zambia, Capriviremsan och norra Botswana
- Ploceus xanthopterus xanthopterus – förekommer i Tanzania, Malawi, Moçambique och nordöstra Zimbabwe
- Ploceus xanthopterus marleyi – förekommer längst ner vid södra kusten i Moçambique till KwaZulu-Natal och Zululand

## Levnadssätt
Brunstrupig vävare hittas huvudsakligen i våtmarker, men kan även röra sig till kringliggande torrare marker. Den ses nästan uteslutande i flock.

## Status och hot
Arten har ett stort utbredningsområde och en stor population, men tros minska i antal till följd av störningar i dess våtmarksmiljö i södra Moçambique och Botswana. Den minskar dock inte tillräckligt kraftigt för att den ska betraktas som hotad. Internationella naturvårdsunionen IUCN kategoriserar därför arten som livskraftig (LC). Världspopulationen har inte uppskattats men den beskrivs som ovanlig i stora delar av utbredningsområdet.

## Namn
På svenska har arten även kallats sydlig brunstrupig vävare.